# Astragalus agassii
Astragalus agassii là một loài thực vật có hoa trong họ Đậu. Loài này được Manden. miêu tả khoa học đầu tiên.